# Lila Wolken
Lila Wolken is een nummer van de Duitse rapper Marteria in samenwerking met Yasha en de zangeres Miss Platnum. Het lied was vanaf 14 september 2012 als cd-maxi verkrijgbaar en werd door The Krauts en Kid Simius geproduceerd.

## Videoclip
De officiële videoclip ging op 24 augustus 2012 op tape.tv in première, een dag later ook op YouTube. De clip werd opgenomen in Berlijn. In de video zingen Marteria, Yasha en Miss Platnum vroeg in de morgen vanaf de top van een grote gashouder. Tussendoor worden er beelden getoond van feestende mensen. In februari 2014 is de clip op YouTube al bijna 25 miljoen keer bekeken.

## Hitlijsten
In Duitsland kwam het lied al meteen op de eerste plek in de hitlijsten. Eind oktober bereikte het lied ook positie 36 in de Top 40 en 46 in de Nederlandse Single Top 100. 

## Hitnoteringen

### Nederlandse Top 40
| Hitnotering: 10-11-2012 | Hitnotering: 10-11-2012 | Hitnotering: 10-11-2012 |
| Week:                   | 1                       |                         |
| ----------------------- | ----------------------- | ----------------------- |
| Positie:                | 36                      | uit                     |

### NederlandseSingle Top 100
| Hitnotering: 27-10-2012 t/m 10-11-2012 | Hitnotering: 27-10-2012 t/m 10-11-2012 | Hitnotering: 27-10-2012 t/m 10-11-2012 | Hitnotering: 27-10-2012 t/m 10-11-2012 | Hitnotering: 27-10-2012 t/m 10-11-2012 |
| Week:                                  | 1                                      | 2                                      | 3                                      |                                        |
| -------------------------------------- | -------------------------------------- | -------------------------------------- | -------------------------------------- | -------------------------------------- |
| Positie:                               | 46                                     | 55                                     | 80                                     | uit                                    |